# Rainer Riedl
Rainer Riedl (* 26. Juni 1962 in Wien) ist Mitgründer, Obmann und Geschäftsführer von DEBRA Austria – Hilfe für die Schmetterlingskinder.

## Biografie
Rainer Riedl war von 1995 (Vereinsgründung) bis 2001 rein ehrenamtlich aktiv. Ende 2001 ermöglichte ihm ein Mäzen einen stundenweisen Einstieg in die professionelle Arbeit für DEBRA Austria. Fünf Jahre arbeitete er parallel für T-Mobile und DEBRA Austria und schuf durch Öffentlichkeitsarbeit und Fundraising die finanziellen Fundamente für das EB-Haus Austria und auch die wirtschaftliche Basis für DEBRA Austria. Ab 2007 arbeitete er Vollzeit nur mehr für DEBRA Austria als deren Geschäftsführer.
Im Jahr 2007 gründete Riedl DEBRA International mit Sitz in Wien. Mehrere Jahre agierte er als Präsident dieser Organisation. Um den Anliegen von Menschen mit seltenen Erkrankungen auch auf gesundheitspolitischer Ebene zum Durchbruch zu verhelfen, gründete Rainer Riedl Ende 2011 die Pro Rare Austria, Allianz für seltene Erkrankungen.

## Auszeichnungen
Für seinen ehrenamtlichen, später auch professionellen Einsatz in der Patientenselbsthilfe wurde er 2006 zum „Österreicher des Jahres“ für humanitäres Engagement und 2007 zum „Kommunikator des Jahres“ gewählt. Darüber hinaus wurde er 2007 mit dem Silbernen Verdienstzeichen des Landes Salzburg und 2020 als „Fundraiser des Jahres“ ausgezeichnet.